# Öresundsvarvet

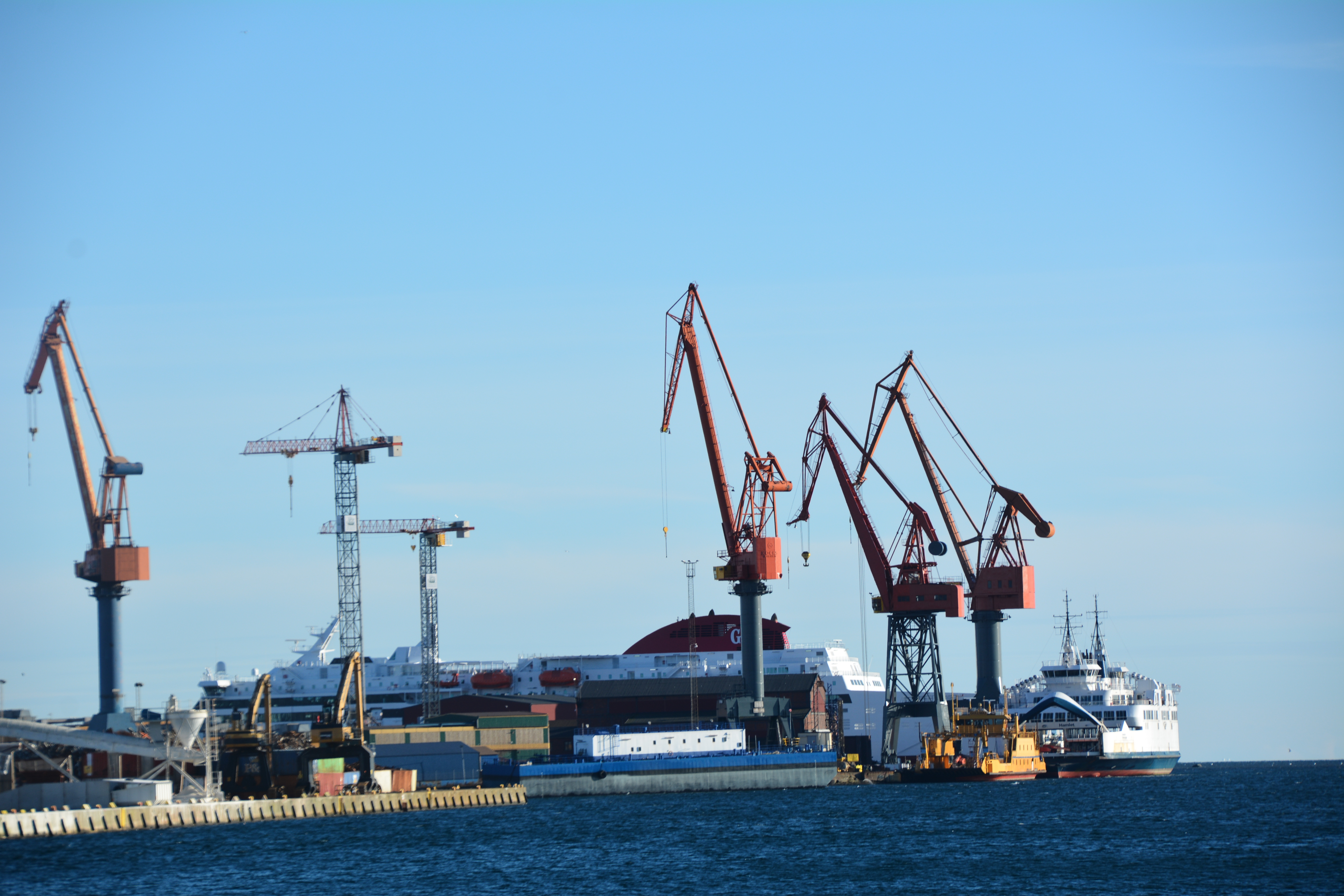
Öresundsvarvet 2018

Öresundsvarvet var en varvsindustri i Landskrona, etablerad 1915 och till större delen avvecklad 1980-1982. Som mest hade man (1975) cirka 3 500 anställda.

## Tillkomst

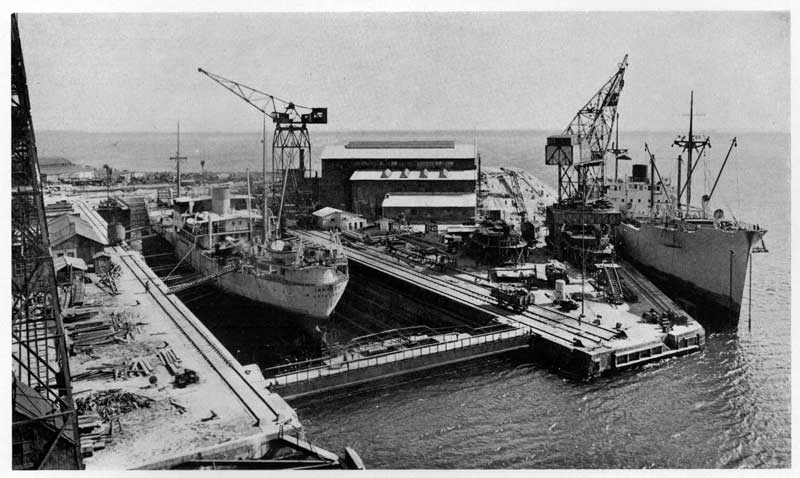
Utrustningskajen med maskinverkstad och torrdockan. 1947.

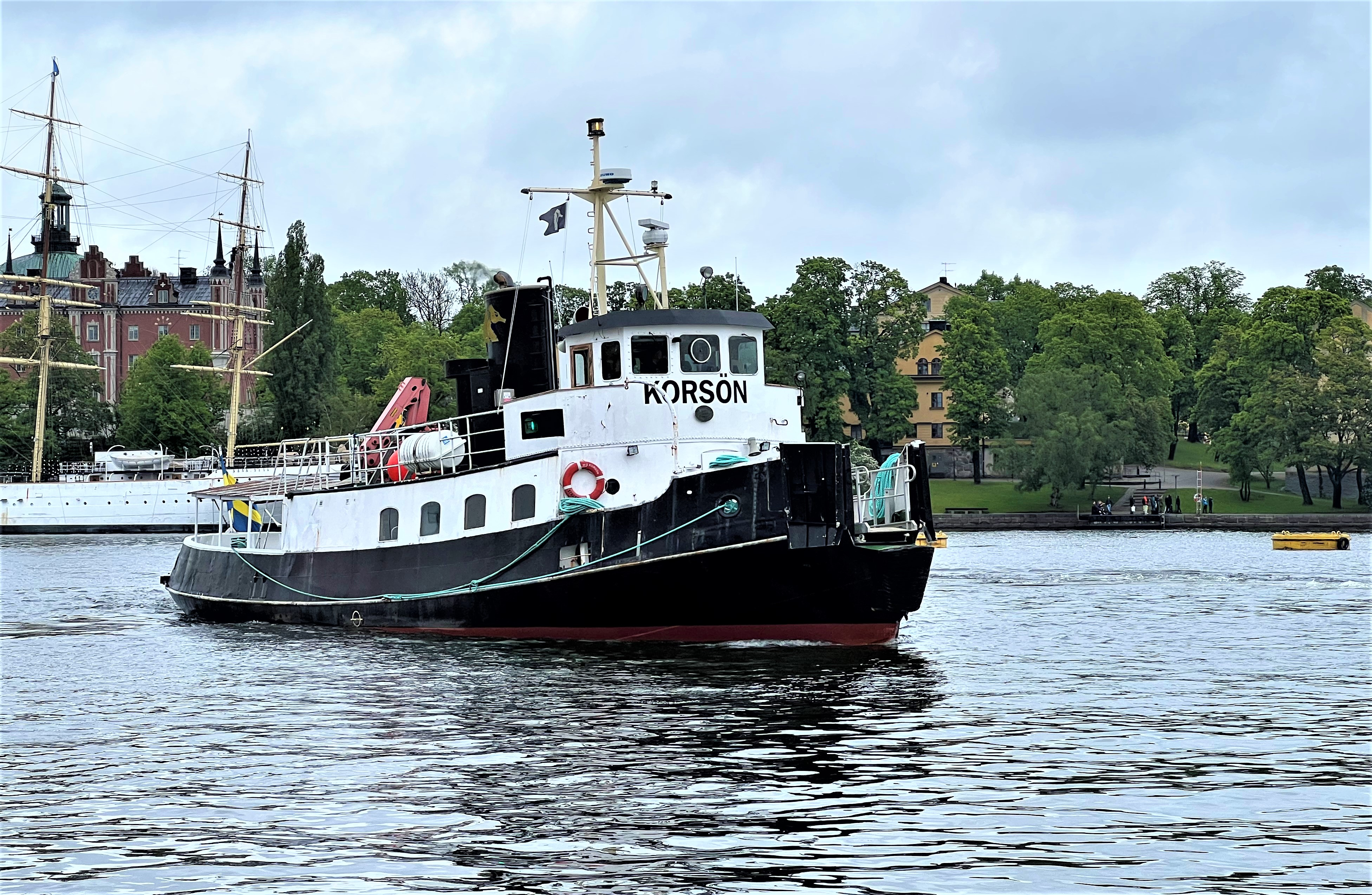
K-märkta Korsön, tidigare Ven, i Stockholms ström, med HMS af Chapman och Skeppsholmen i bakgrunden, 2022

Aktiebolaget konstituerades den 16 december 1915. Initiativtagare var redaren Arthur Du Rietz i Göteborg som hade sålt alla sina fartyg vid första världskrigets utbrott och förtjänat en förmögenhet. Vid ett besök i Landskrona hörde han att staden gärna ville komplettera sin industri med ett varv. Dess myndigheter föreslog ett område vid sidan av hamnen kallat Sydpiren, som då låg under vatten. Du Rietz fick ett kontrakt där staden förband sig att på angiven plats upplägga en tomt om 50 000 kvadratmeter med en höjd av 2 meter över havet och därtill en 1 km lång järnvägsbank. Därtill förband sig staden att bygga en 50 meter lång kaj. Du Rietz å sin sida förband sig att genast därefter bygga ett varv med två stapelbäddar. Den byggnationen började 1916 och man anlade två ytterligare stapelbäddar samt en för sin tid stor torrdocka med en längd av 189,4 m.

## Utveckling
Varvet invigdes med den första sjösättningen den 21 september 1918 av ångaren Torild, byggd för Rederi AB Percivald i Landskrona. Tiderna var goda och efter ytterligare utbyggnad omfattade varvet hösten 1920 omkring 15 hektar, med en 150 meter lång utrustningskaj med 7 meters vattendjup. Varvet hann bygga elva nya fartyg om 50 000 tons d.w. då det 1922 försattes i konkurs till följd av dåliga konjunkturer. Efter rekonstruktion bildades i april 1923 ett nytt bolag Nya Varvsaktiebolaget Öresund som fram till 1931 byggde sju fartyg om tillsammans 26 000 tons d.w. År 1931 inleddes en ny era då direktör C. A. Ridell tillträdde. Man kompletterade med en flytdocka för fartyg upp till 5 000 tons d.w. som inköptes från Köpenhamn 1936. 1935 ändrades firmanamnet ånyo till Öresundsvarvet AB. Under återstoden av 1930-talet hade man beställningar från flera olika rederier, framför allt från Sveabolaget. Även under andra världskriget hade varvet sysselsättning, bl.a. genom byggandet av två minsvepare och en kustjagare. Varvet övertogs 1940 av Götaverken, som därefter försåg varvets nybyggen med maskiner. Under perioden 1931 till 1944 byggdes ett femtiotal fartyg på tillsammaans 220 000 ton.
Den goda efterkrigskonjunkturen gav fart åt utbyggnaden och man hade 1970 cirka 2 500 anställda. Landskronas efterkrigsutveckling är intimt sammankopplad med varvet och staden var en av de med störst relativ befolkningstillväxt under 1950-talet. 1972 byggdes ett av världens då största containerfartyg Nihon för Svenska Ostasiatiska Kompaniet. Varvet övertogs av den statliga varvskoncernen Svenska Varv 1977..

## Nedläggning
Öresundsvarvet, som 1975 hade haft 3.500 anställda  såldes i december 1982 för 1 kr till Landskrona Finans  efter ett beslut som togs 1981, vilket orsakade Sveriges största uppsägningsbesked någonsin. Sista fartyg med byggnadsnummer 282 levererades 1982. Viss nybyggnads- och reparationsverksamhet har därefter pågått. Ett nytt reparationsvarv med namnet Cityvarvet AB tog över omkring 200 anställda. Därtill anställdes ungefär lika många på Bruces Shipyard, och senare Bruces Nya Mekaniska Verkstad, ett nybyggnadsvarv som dock bara tillverkade skrov. Motorinstallationer, fartygsinredning och exteriör etc. utfördes därefter på något annat varv. 
Efter en karensperiod på tio år övertog Cityvarvet namnet Öresundsvarvet AB'. (Bruces skeppsvarv och Cityvarvet låg båda på det gamla varvets halvö, "varvsudden", men delade inte lokaler. Åtskilliga andra företag är idag lokaliserade till varvsudden.)

## Nuvarande verksamhet
Dagens verksamhet på reparationsvarvet rekonstruerades 2003 av dagens ägare. Öresundsvarvet heter numera Oresund Heavy Industries AB www.ohiab.eu efter namnbyte 2010.
Under Oresund Heavy Industries AB finns de båda dotterbolagen Oresund DryDocks AB www.oddab.eu och Oresund Steel Construction AB www.oscab.eu 
Oresund DryDocks AB arbetar med fokus på konvertering, underhåll och reparationer av fartyg. Reparationssidan har alltid varit aktiv men hamnade under förra seklet lite i skymundan av nybyggnationen.

## Fartyg byggda på Öresundsvarvet i urval
- Bogserbåten Herkules 1939
- Ven 1939

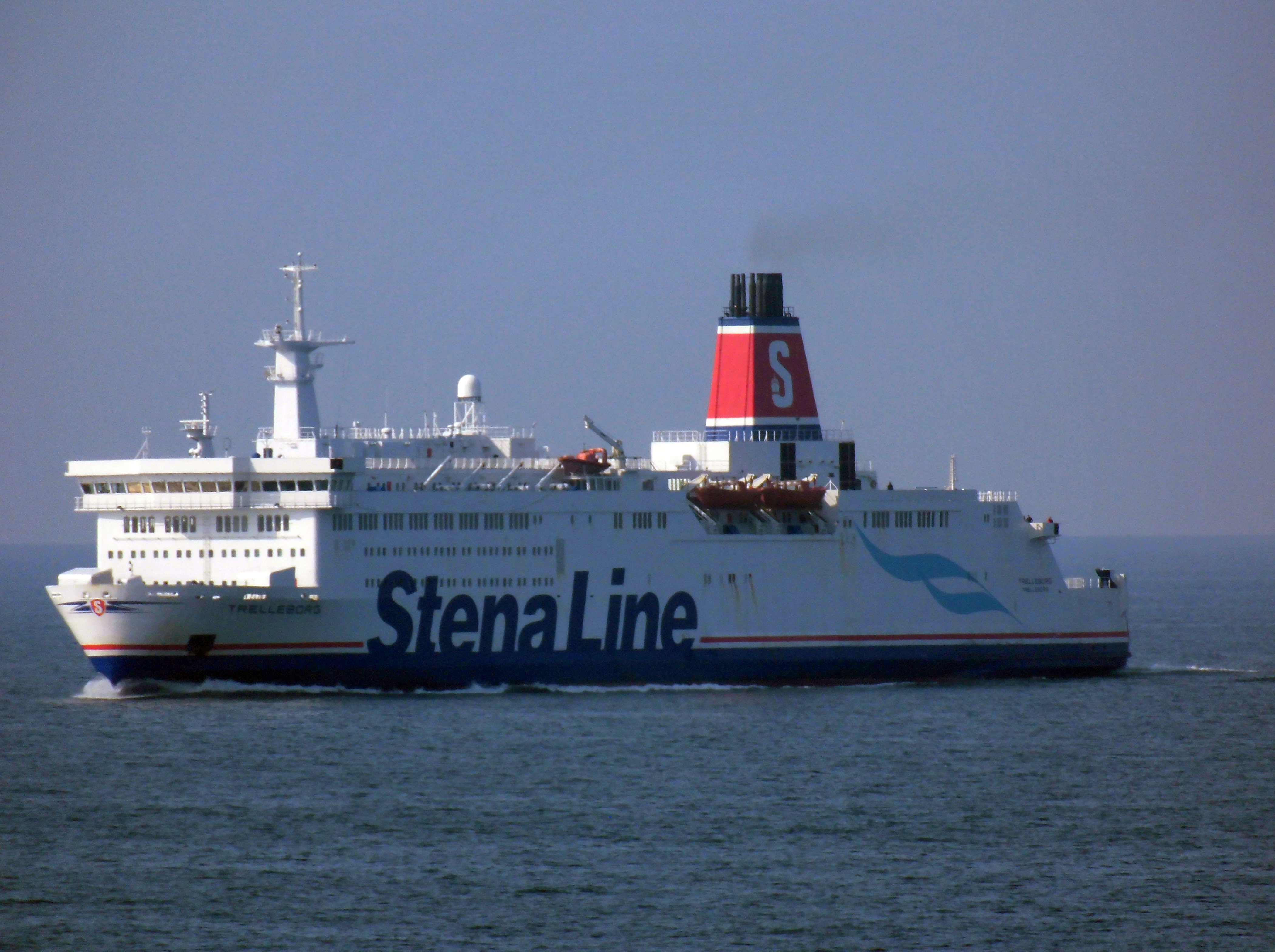
M/S Trelleborg

- Nr 82 M/S Bernhard Ingelsson 1944-45
- M/S Trelleborg, 1981

Öresundsvarvets nybyggnadslista